# Joe Kaeser
Joe Kaeser (nato Josef Käser; Arnbruck, 23 giugno 1957) è un manager e imprenditore tedesco, dall'agosto 2012 al febbraio 2021 Amministratore Delegato di Siemens AG.

## Biografia
Joe Kaeser è nato ad Arnbruck, nella Foresta Bavarese nella Germania Ovest, nel giugno 1957.  Ha studiato in vari paesi della Germania. Dopo gli studi in economia aziendale presso l'Università di Scienze Applicate di Ratisbona, è entrato a far parte di Siemens nel 1980.

## Carriera
Successivamente Kaeser ha ricoperto varie posizioni dirigenziali nell'amministrazione aziendale, tra cui un periodo presso la Siemens Components Operations di Malacca, in Malaysia (1987-1988). Nel 1990 è stato nominato Vice Presidente dell'amministrazione aziendale della Divisione Opto Semiconductors. Nel 1994 ha ricoperto prima il ruolo di Executive Vice President e CFO, e successivamente di CEO della filiale americana del gruppo Siemens Components, con sede a Cupertino, in California, e presso Siemens Microelectronics, nella vicina San Jose.
Nel 1999 Kaeser è entrato a far parte del Corporate Finance, dove era responsabile dello sviluppo di un sistema di controllo delle prestazioni a livello aziendale. Durante questo periodo ha anche condiviso la supervisione per la preparazione della quotazione in Borsa della società a New York e la conversione mondiale del suo sistema contabile in US GAAP. 
Da aprile 2001 a settembre 2004, Kaeser è stato membro del Comitato esecutivo del Gruppo di IC Mobile e ne ha ricoperto il ruolo di CFO, dove è stato particolarmente attivo nella gestione e ristrutturazione dell'esposizione finanziaria derivante dai prestiti alla clientela e dalla gestione del capitale circolante.
Nella sua precedente funzione di Chief Strategy Officer, Kaeser ha supportato il CEO Klaus Kleinfeld nella progettazione ed esecuzione del programma di trasformazione Fit4More, nonché nell'orientamento a lungo termine delle strategie dell'azienda sui megatrend globali.

### CEO di Siemens (2013–2021)
Nel luglio 2013 è stata annunciata la nomina di Kaeser al posto di Peter Löscher come CEO della Siemens AG.
Dal 2013, Kaeser ha accompagnato la cancelliera Angela Merkel in nove visite di Stato all'estero,  tra cui Cina (2014, 2016, 2018), India (2015), Egitto (2017), Tunisia (2017), Argentina (2017), Messico (2017) e Arabia Saudita (2017). Ha anche viaggiato con il vice cancelliere Sigmar Gabriel negli Stati Uniti e in Messico nel 2017.
Durante la Hannover Messe nell'aprile 2016, Kaeser è stato tra i 15 CEO tedeschi che sono stati invitati a una cena privata con il presidente Barack Obama.  Ha anche fatto parte della delegazione della Merkel in occasione della sua prima visita al presidente Donald Trump nel marzo 2017.  Al World Economic Forum del 2018 a Davos, ha partecipato a una cena del presidente Trump con un gruppo di CEO europei. 
Nel gennaio 2020 Kaeser, insieme al consiglio di amministrazione di Siemens, ha invitato un attivista ambientale a un ruolo nel suo consiglio di amministrazione mentre prendeva una decisione con il gigante minerario Adani. 
Kaeser si è recato in Russia per incontrare il presidente Vladimir Putin nell'aprile 2014 per riaffermare l'impegno di Siemens per i profitti russi nonostante la diffusa condanna internazionale dell'intervento militare russo. La mossa è stata ampiamente criticata nel mondo occidentale, anche dalla cancelliera tedesca Angela Merkel. Tuttavia Kaeser non era l'unico ad avere uno stato d'animo più filo-russo in quel momento; molti altri tedeschi di spicco, come gli ex cancellieri Helmut Schmidt e Gerhard Schröder, hanno espresso la loro preoccupazione per una maggiore comprensione delle opinioni della Russia, compresi alcuni nel partito della Merkel, come Peter Gauweiler o Armin Laschet, che hanno tutti affrontato critiche nella stampa tedesca. Più tardi, l'ex consigliere degli Stati Uniti Zbigniew Brzezinski rivelò che l'ex capo della Banca Mondiale Robert Zoellick rivolse pesanti accuse a Kaeser a causa della sua visita russa. Zoellick ha ricordato a Kaeser che l'azienda tedesca faceva più affari negli Stati Uniti che in Russia, e avrebbe avuto conseguenze negative se avesse continuato a seguire il percorso russo.